# Gyé-sur-Seine
Gyé-sur-Seine és un municipi francès situat al departament de l'Aube i a la regió del Gran Est. L'any 2007 tenia 519 habitants.

## Demografia

### Població
El 2007 la població de fet de Gyé-sur-Seine era de 519 persones. Hi havia 208 famílies de les quals 56 eren unipersonals (36 homes vivint sols i 20 dones vivint soles), 76 parelles sense fills, 72 parelles amb fills i 4 famílies monoparentals amb fills.
La població ha evolucionat segons el següent gràfic:
Habitants censats

### Habitatges
El 2007 hi havia 272 habitatges, 219 eren l'habitatge principal de la família, 28 eren segones residències i 25 estaven desocupats. 266 eren cases i 6 eren apartaments. Dels 219 habitatges principals, 181 estaven ocupats pels seus propietaris, 32 estaven llogats i ocupats pels llogaters i 7 estaven cedits a títol gratuït; 1 tenia una cambra, 4 en tenien dues, 28 en tenien tres, 73 en tenien quatre i 114 en tenien cinc o més. 175 habitatges disposaven pel capbaix d'una plaça de pàrquing. A 137 habitatges hi havia un automòbil i a 57 n'hi havia dos o més.

### Piràmide de població
La piràmide de població per edats i sexe el 2009 era:
| Homes | Edats   | Dones |
| ----- | ------- | ----- |
| 0     | 95 o +  | 0     |
| 4     | 90 a 94 | 0     |
| 0     | 85 a 89 | 16    |
| 4     | 80 a 84 | 4     |
| 12    | 75 a 79 | 4     |
| 8     | 70 a 74 | 28    |
| 12    | 65 a 69 | 12    |
| 20    | 60 a 64 | 12    |
| 8     | 55 a 59 | 4     |
| 8     | 50 a 54 | 0     |
| 20    | 45 a 49 | 16    |
| 16    | 40 a 44 | 20    |
| 28    | 35 a 39 | 12    |
| 16    | 30 a 34 | 20    |
| 20    | 25 a 29 | 40    |
| 4     | 20 a 24 | 4     |
| 8     | 15 a 19 | 16    |
| 28    | 10 a 14 | 24    |
| 24    | 5 a 9   | 20    |
| 20    | 0 a 4   | 8     |

## Economia
El 2007 la població en edat de treballar era de 331 persones, 248 eren actives i 83 eren inactives. De les 248 persones actives 230 estaven ocupades (137 homes i 93 dones) i 18 estaven aturades (9 homes i 9 dones). De les 83 persones inactives 32 estaven jubilades, 20 estaven estudiant i 31 estaven classificades com a «altres inactius».

### Ingressos
El 2009 a Gyé-sur-Seine hi havia 229 unitats fiscals que integraven 532 persones, la mediana anual d'ingressos fiscals per persona era de 18.649 €.

### Activitats econòmiques
Dels 32 establiments que hi havia el 2007, 3 eren d'empreses extractives, 8 d'empreses alimentàries, 6 d'empreses de fabricació d'altres productes industrials, 4 d'empreses de construcció, 4 d'empreses de comerç i reparació d'automòbils, 1 d'una empresa de transport, 3 d'empreses d'hostatgeria i restauració, 1 d'una empresa de serveis i 2 d'empreses classificades com a «altres activitats de serveis».
Dels 8 establiments de servei als particulars que hi havia el 2009, 1 era una oficina de correu, 1 taller de reparació d'automòbils i de material agrícola, 3 guixaires pintors, 1 perruqueria, 1 restaurant i 1 saló de bellesa.
Dels 2 establiments comercials que hi havia el 2009, 1 era una botiga de més de 120 m² i 1 una botiga de menys de 120 m².
L'any 2000 a Gyé-sur-Seine hi havia 62 explotacions agrícoles que ocupaven un total de 560 hectàrees.

## Equipaments sanitaris i escolars
El 2009 hi havia una escola elemental integrada dins d'un grup escolar amb les comunes properes formant una escola dispersa.

## Poblacions més properes
El següent diagrama mostra les poblacions més properes.